# Milagro del burro

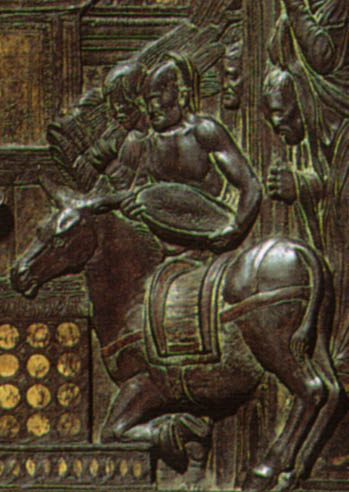
Detalle del asina

El Milagro del burro es un relieve de Donatello que forma parte de la decoración del altar de la basílica del Santo en Padua, en particular de la serie de los cuatro Milagros de Santa Antonio. Está realizado en bronce con dorados (57 × 123 cm) y su ejecución se remonta a una fecha posterior a 1446, habiendo sido completada en 1453.

## Descripción y estilo
Las cuatro tablas están concebidas como escenas de misa, extremadamente ricas en detalles y revelando diversos microepisodios narrativos, con una multiplicidad de figuras difícil de igualar.
Según las historias de san Antonio de Padua, cuando se encontraba en Toulouse tuvo una discusión con un herético en relación con la eucaristía. Le fue entonces requerida una prueba práctica para sus afirmaciones: el hombre tenía un asno que aseguraba que había estado en ayunas durante tres días. Al final el santo le habría ofrecido una ostia consagrada y si este la prefería al forraje le habría dado la razón, cosa que puntualmente ocurrió.
La escena, muy atestada está ambientada en una iglesia, como demuestra el altar renacentista que se encuentra en el centro, ante el cual está el santo que, con un pie sobre el escalón, baja para ofrecer la ostia al animal que se encuentra ante él y que se ha puesto de rodillas. Detrás de ellos se ve a los servidores que traen el forraje. Los asistentes se agolpan en torno a la escena y también en los dos vanos bajo los dos arcos laterales, que están en comunicación con un pasaje dividido por una columna. Hay quien se arrodilla porque ha reconocido el milagro, quien está sorprendido, quien se acerca por curiosidad subiendo también sobre las zapatas, quien llama a otras personas para que acudan. La escena se ambienta así en una escena cotidiana y la tensión emocional nace como contraste con el acontecimiento milagroso.

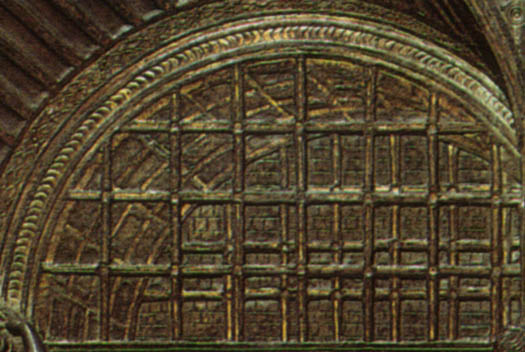
Detalle de la agradecida

El fondo presenta una arquitectura preciosa retomada del arte romano aunque más que en un edificio real se debería pensar en un modelo de Leon Battista Alberti en el De re aedificatoria. Tres solemnes arcos en rotonda perfectamente escorzados en perspectiva dominan el fondo (como en la Resurrección de Drusiana de Florencia), y están replicados en todos los elementos arquitectónicos: las pilastras acanaladas, los relieves sobre las pechinas y sobre la clave (muy parecidos a los arcos de la basílica de Majencio en el Foro Romano), la cornisa, la decoración de la extradós y bajo el arco. Estos sin embargo están ligeramente dimensionados a la baja en relación con las figuras (los hombres por ejemplo bordean los arquitrabes con la cabeza), probablemente a causa de la difícil compenetración entre el triple arco que requiere mucho espacio, y la voluntad de no componer figuras demasiado pequeñas.
En una observación atenta se nota cómo el fondo está cerrado por rejas que dejan entrever una vista en profundidad de la arquitectura, de acuerdo a una construcción de extremo virtuosismo.